# Aston (Formel 1)

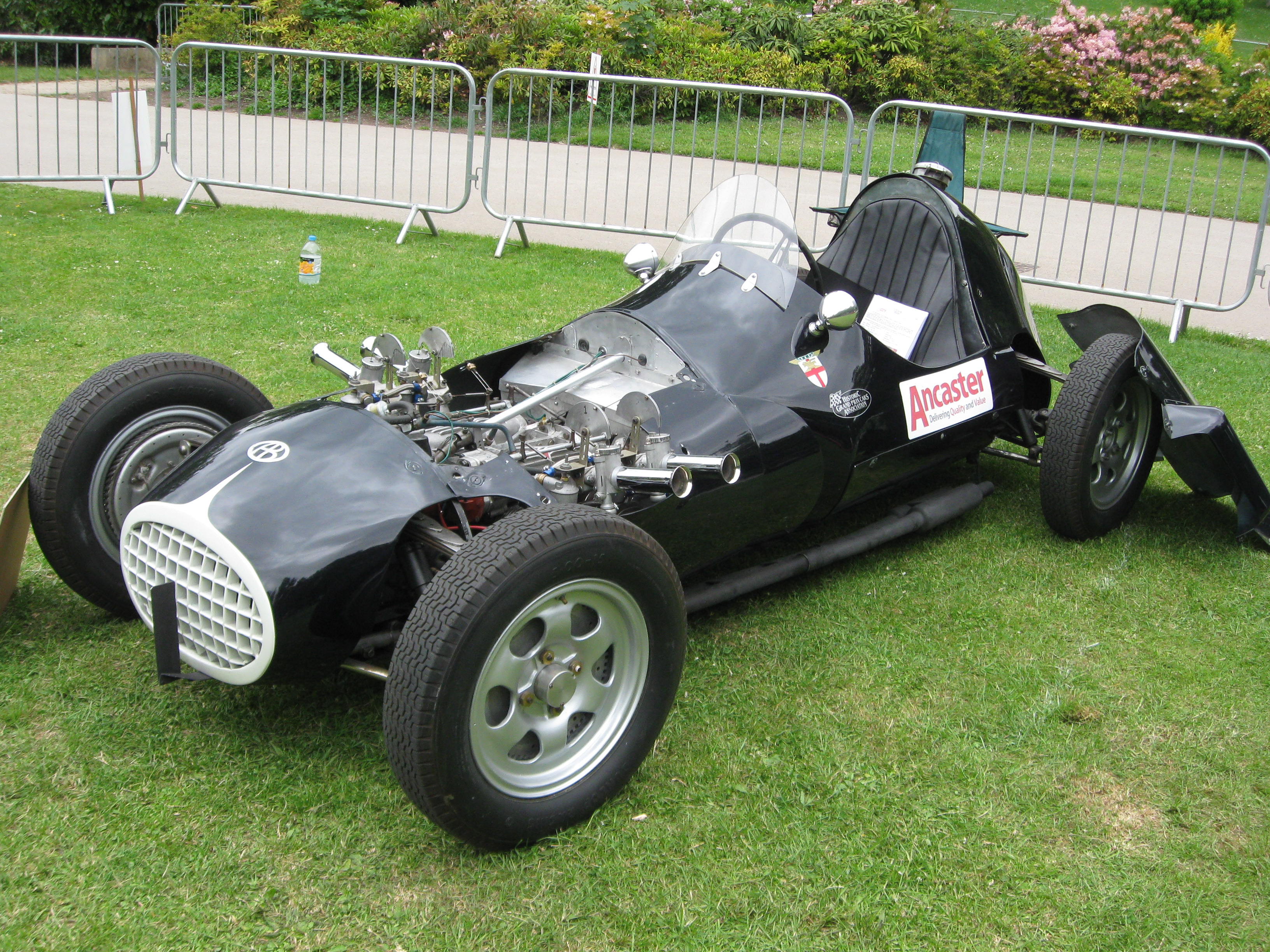
Aston Butterworth NB42 auf dem Crystal Palace Circuit 2015

Aston war ein 1952 aktiver Rennstall in der Formel 1. Das Privatteam von Bill Aston war lediglich für vier WM-Läufe gemeldet, von denen es bei zweien startete.
Das erste Rennen in Belgien fuhr der Brite Robin Montgomerie-Charrington, das er allerdings aufgrund eines technischen Defekts (Elektrik) in der 17. Runde aufgeben musste. Es folgte der Große Preis von Großbritannien, für den sich Bill Aston zwar qualifizieren konnte, allerdings musste er wegen erneuter technischer Mängel das Rennen absagen. In Deutschland fiel Bill Aston wiederum wegen eines fehlenden Öldrucks schon in der zweiten Runde aus, und beim letzten gemeldeten Rennen in Italien verpasste Bill Aston die Qualifikation. Nach diesen vier Rennen endete auch die Existenz des Rennstalls, und Bill Aston sowie Robert Montgomerie-Charrington beendeten ihre Formel-1-Karrieren.